# Pyrola media
Espèce
Classification APG III (2009)
Pyrola media (la Pirole intermédiaire, Pyrole moyenne ou Pyrole de taille moyenne) est une espèce de plante à fleurs du genre Pyrola et de la famille des éricacées originaire d'Eurasie.

## Description
C'est une plante herbacée.

## Statut de protection
En France, l'espèce est protégée en Alsace, en Champagne-Ardenne et en Franche-Comté.